# Список футбольних дербі
У списку представлені найвідоміші протистояння футбольних команд з одного міста або регіону, так званих дербі.

## Африка (КАФ)

### Гана
- «Асанте Котоко» — «Хартс оф Оук»

### Єгипет
- «Аль-Ахлі» — «Замалек» (каїрське дербі[en])

### Марокко
- «Раджа» — Відад (дербі Касабланки[fr])

### ПАР
- «Кайзер Чіфс» — «Орландо Пайретс» (советівське дербі[en])

### Туніс
- «Клуб Африкен» — «Есперанс» (туніське дербі[en])

## Азія (АФК)

### Австралія
- «Аделаїда Юнайтед» — «Мельбурн Вікторі» (англ. The Cross Border Rivalry)
- «Брисбен Роар» — «Голд Кост Юнайтед» (австралійське дербі М1)
- «Сентрал Кост Марінерс» — «Ньюкасл Юнайтед Джетс» (дербі Ф3[en])
- «Мельбурн Харт» — «Мельбурн Вікторі» (мельбурнське дербі[en])
- «Сідней» — «Мельбурн Вікторі» (велике австралійське дербі[en])

### Індія
- «Мохун Баган» — «Іст Бенгал»

### Іран
- «Естегнал» — «Персеполіс» (тегеранське дербі
- «Сапахан» — «Зоб Ахан» (ісфачанське дербі[en])
- «Абу Мослем» — «Пайан Машгад» (машгадське дербі[en])

### Кувейт
- «Аль-Арабі» — «Куадсіа» (кувейтське дербі[en])

## Європа (УЄФА)

### Австрія
- «Рапід» — «Аустрія» (віденьське дербі[en])

### Англія
- «Арсенал» — «Челсі» (суперництво футбольних клубів «Арсенал» і «Челсі»[en])
- «Арсенал» — «Манчестер Юнайтед» (суперництво футбольних клубів «Арсенал» і «Манчестер Юнайтед»[en])
- «Арсенал» — «Тоттенхем Хотспур» (Дербі Північного Лондону)
- «Астон Вілла» — «Бірмінгем Сіті» (бірмінгемське дербі[en])
- «Вотфорд» — «Лутон Таун» (суперництво футбольних клубів «Вотфорд» і «Лутон Таун»[en])
- «Вулвергемптон Вондерерз» — Вест Бромвіч Альбіон (Блек-Кантрі дербі)
- «Блекберн Роверз» — «Бернлі» (східне лакаширське дербі[en])
- «Блекпул» — «Престон Норт-Енд» (західне лакаширське дербі[en])
- «Дербі Каунті» — «Ноттінгем Форест» (східне мідлендське дербі[en])
- «Евертон» — «Ліверпуль» (мерсісайдське дербі)
- «Іпсвіч Таун» — «Норвіч Сіті» (Дербі Східної Англії)
- «Ковентрі Сіті» — «Лестер Сіті» (дербі М69[en])
- «Лідс Юнайтед» — «Бредфорд Сіті» (західне йоркширське дербі[en])
- «Лідс Юнайтед» — «Манчестер Юнайтед» (суперництво футбольних клубів «Лідс Юнайтед» і «Манчестер Юнайтед»[en])
- «Ліверпуль» — «Манчестер Юнайтед» (суперництво футбольних клубів «Ліверпуль» і «Манчестер Юнайтед»)
- «Манчестер Сіті» — «Манчестер Юнайтед» (манчестерське дербі)
- «Мідлсбро» — «Ньюкасл Юнайтед» (Тайн-Тіс дербі[en])
- «Мілвол» — «Вест Хем Юнайтед» (суперництво футбольних клубів «Мілвол» і «Вест Хем Юнайтед»[en])
- «Ньюкасл Юнайтед» — «Сандерленд» (Тайн-Веар дербі[en])
- «Портсмут» — «Саутгемптон» (дербі південного узбережжя[en])
- «Шеффілд Юнайтед» — «Шеффілд Венсдей» (дербі стального міста[en])

### Азербайджан
- «Нефтчі» — «Кяпаз» (азербайджанське дербі[en])

### Бельгія
- «Брюгге» — «Андерлехт» (суперництво футбольних клубів «Брюгге» і «Андерлехт»[en])
- «Серкль» — «Брюгге» (брюгзьке дербі[en])

### Боснія і Герцеговина
- «Сараєво» — «Желєзнічар» (сараєвське дербі[en])

### Болгарія
- «ЦСКА» — «Левскі» (вічне болгарське дербі[en])

### Греція
- «Аріс» — «ПАОК» (дербі Салоніків[en])
- «Олімпіакос» (Пірей) — «ПАОК» (суперництво футбольних клубів «Олімпіакос» і «ПАОК»[en])
- «Олімпіакос» (Пірей) — «Панатінаїкос» (дербі вічних ворогів[en])

### Данія
- «Брондбю» — «Копенгаген» (данське дербі[en])

### Естонія
- «Флора» — «Левадія» (талліннське дербі)

### Ірландія
- «Богеміан» — «Шемрок Роверс» (суперництво футбольних клубів «Богеміан» і «Шемрок Роверс»[en])
- «Фінн Гарпс» — «Деррі Сіті» (ірландське північно-західне дербі[en])

### Іспанія
- «Атлетіко» — «Реал Мадрид» (Мадридське дербі[en])
- «Барселона» — «Еспаньйол» (Барселонське дербі[en])
- «Барселона» — «Реал Мадрид» (Ель Класіко)
- «Реал Бетіс» — «Севілья» (Севільське дербі[en])

### Італія
- «Інтернаціонале» — «Ювентус» (Дербі Італії)
- «Інтернаціонале» — «Мілан» (міланське дербі)
- «Дженоа» — «Сампдорія» (Ліхтарне дербі)
- «Лаціо» — «Рома» (Римське дербі)
- «Наполі» — «Рома» (сонячне дербі[en])
- «Палермо» — «Катанія» (сицилійське дербі[en])
- «Ювентус» — «Торіно» (Туринське дербі)

### Нідерланди
- «Аякс» — «Феєнорд» (де класікер[en])

### Німеччина
- «Баварія» — «Боруссія (Дортмунд)» (дер Класікер)
- «Баварія» — «Нюрнберг» (баварське дербі[en])
- «Баварія» — «Вердер» (північно-південний Класікер)
- «Баварія» — «Штутгарт» (південне дербі)
- «Баварія» — «Мюнхен 1860» (мюнхенське дербі)
- «Боруссія (Дортмунд)» — «Шальке 04» (рурське дербі[en])
- «Гамбург» — «Вердер» (північне дербі[en])
- «Кельн» — «Боруссія (Менхенгладбах)» (рейнське дербі)
- «Ганновер» — «Айнтрахт (Брауншвейг)» (нижньо-саксонське дербі[en])
- «Нюрнберг» — «Гройтер Фюрт» (франконське дербі[en])
- «Кайзерслаутерн» — «Саарбрюкен» (південно-західне дербі)
- «Гамбург» — «Санкт-Паулі» (гамбурзьке дербі)
- «Айнтрахт (Франкфурт)» — «Дармштадт» (гесеньске дербі)
- «Уніон» — «Герта» (берлінське дербі)

### Північна Ірландія
- «Гленторан» — «Лінфілд»

### Португалія
- «Бенфіка» — «Порту» (о класіко[en])
- «Бенфіка» — «Спортінг» (лісабонське дербі[en])
- «Порту» — «Спортінг» (суперництво футбольних клубів «Порту» і «Спортінг»[en])

### Польща
- «Краковія» — «Вісла» (дербі Кракова[pl])
- «Рух» Хожув — «Гурник» Забже (дербі Верхньої Сілезії[pl])
- «Полонія» — «Легія» (дербі Варшави[pl])
- «Арка» Гдиня — «Лехія» Гданськ (дербі Триміста[pl])
- «Відзев» — ЛКС (дербі Лодзі[pl])
- «Лех» — «Варта» (дербі Познані[pl])
- «Сталь» — «Ресовія» (дербі Ряшіва[pl])
- «Корона» Кельці — «Радом'як» Радом, «Рух» Хожув — «Заглембє» Сосновець («свята війна»)

### Росія
- «Динамо» — «Спартак»
- «Динамо» — «Зеніт»
- «Зеніт» — «Спартак»
- «Зеніт» — «ЦСКА»
- «Локомотив» — «Торпедо»
- «Локомотив» — «Спартак»
- «Локомотив» — «ЦСКА»
- «Спартак» — «ЦСКА»
- «Локомотив» — «Зеніт»

### Румунія
- «Динамо» — «Стяуа» (вічне румунське дербі[en])

### Сербія
- «Црвена Звезда» — «Партизан» (вічне сербське дербі[en])

### Словаччина
- «Слован» — «Спартак» (традиційне дербі)

### Словенія
- «Марібор» — «Олімпія» (вічне словенське дербі[en])

### Туреччина
- «Бешикташ» — «Фенербахче» (суперництво футбольних клубів «Бешикташ» і «Фенербахче»[en])
- «Бешикташ» — «Галатасарай» (суперництво футбольних клубів «Бешикташ» і «Галатасарай»[en])
- «Фенербахче» — «Галатасарай» (міжконтинентальне дербі)

### Україна
- «Динамо» — «Арсенал» (київське дербі)
- «Динамо» — «Оболонь» (київське дербі)
- «Динамо» — «Шахтар» (українське дербі)
- «Дніпро» — «Металіст» (східне класико)
- «Верес» — «Волинь» (волинське дербі)
- «Карпати» — «Волинь» (галицько-волинське дербі)
- «Карпати» — «Львів» (львівське дербі)
- «Металург» Д — «Шахтар» (донецьке дербі)
- «Олімпік» Д — «Шахтар» (донецьке дербі)
- «Чорноморець» — СК «Одеса» (одеське дербі)
- «Чорноморець» — «Таврія» (південноукраїнське дербі)
- «Олександрія» — «Зірка» (кропивницьке дербі)
- «Шахтар» — «Зоря» (донбаське дербі)

### Уельс
- «Кардіфф Сіті» — «Свонсі Сіті» (південне валлійське дербі[en])

### Франція
- «Олімпік (Марсель)» — «Парі Сен-Жермен» (Ле класік)
- «Олімпік (Марсель)» — «Олімпік (Ліон)» (зіткнення Олімпіків[en])
- «Олімпік (Ліон)» — «Сент-Етьєн» (Дербі-дю-Рон[en])
- «Лілль» — «Ланс» (північне дербі[en])
- «Ренн» — «Нант» (бретонське дербі[en])
- «Монако» — «Ніцца» (дербі лазурного узбережжя[en])
- «Аяччо» — «Бастія» (корсиканське дербі[en])
- «Бордо» — «Тулуза» (дербі Гаронни[en])
- «Мец» — «Нансі» (лотаринзьке дербі[en])
- «Монпельє» — «Нім» (лангедокське дербі[en])

### Хорватія
- «Динамо» — «Хайдук» (вічне хорватське дербі[en])

### Чехіята колишняЧехословаччина
- «Спарта» — «Славія» (празьке дербі)

### Швеція
- «АІК» — «Юргорден» (дуель близнюків[en])
- «Гетеборг» — «Мальме» (суперництво футбольних клубів «Гетеборг» і «Мальме»[en])
- «ІФК Мальме» — «Мальме» (суперництво футбольних клубів «ІФК Мальме» і «Мальме»[en])

### Швейцарія
- «Базель» — «Цюрих»

### Шотландія
- «Селтік» — «Рейнджерс» (Олд Фірм)
- «Гарт оф Мідлотіан» — «Гіберніан» (единбурзьке дербі[en])

## Північна, Центральна Америка та Карибські острови (КОНКАКАФ)

### Гватемала
- «Комунікасьонес» — «Мунісіпаль» (класичне гватемальське дербі[en])

### Гондурас
- «Марафон» — «Мотагуа» (дербі «М»[es])

### Коста-Рика
- «Анахуеленсе» — «Сапріса» (класичне костариканське дербі)

### Мексика
- «Америка» — «Крус Азул» (класіко ховен[en])
- «Америка» — «Гвадалахара» (ель супер класіко[en])
- «Америка» — «УНАМ Пумас» (класіко капіталіно[en])

### Сальвадор
- «Депортіво Агіла» — «Депортіво ФАС» (сальвадорське ель класіко)

### СШАіКанада
- «Чівас США» — «Лос-Анджелес Гелаксі» (хонда суперкласіко[en])
- «Коламбус Крю» — «Торонто» (тріліум кап[en])
- «Динамо» — «Даллас» (техаське дербі[en])
- «Лос-Анджелес Гелаксі» — «Сан Хосе Ерсквейкс» (каліфорнійське класіко[en])
- «Сіетл Саундерз» — «Ванкувер Вайткепс» (каскадіа кап[en])

## Південна Америка (КОНМЕБОЛ)

### Аргентина
- «Бока Хуніорс» — «Рівер Плейт» (Суперкласіко)
- «Естудьянтес» — «Хімнасія і Есгріма» (дербі ла плата[en])

### Бразилія
- «Крузейро» — «Атлетіко Мінейру» (суперництво футбольний клубів «Крузейро» і «Атлетіко Мінейру»[en])
- «Корітіба» — «Атлетіко Паранаенсе» (атлетіба[en])
- «Коринтіанс» — «Палмейрас» (дербі пауліста[en])
- «Коринтіанс» — «Сан-Паулу» (класіко махестосо[en])
- «Фламенго» — «Флуміненсе» (Фла-Флу[en])
- «Фламенго» — «Васко да Гама» (дербі мільйонів[en])
- Греміо — «Інтернасьйонал» (Гре-Нал[en])

### Еквадор
- «Емелек» — «Барселона» (класіко дель астільєро[en])

### Колумбія
- «Атлетіко Насьйональ» — «Мільйонаріос» (ель суперкласіко колумбійський, ісп. El superclásico colombiano)

- «Атлетіко Насьйональ» — «Індепендьєнте Медельїн» (класіко паїса[en])

- «Мільйонаріос» — «Санта-Фе» ((класіко Зі столиці[en])

- «Депортіво Калі» — «Америка де Калі» (класіко Валекаукано[en])

### Парагвай
- «Серро Портеньйо» — «Олімпія» (парагвайське футбольне дербі[en])

### Перу
- «Альянса Ліма» — «Універсітаріо де Депортес» (перувійське класіко[en])
- «Універсітаріо де Депортес» — «Спортінг Крістал» (Сучасна класика[en])
- «Спортінг Крістал» — «Альянса Ліма» (футбольні дербі в Перу[es])

### Уругвай
- «Насьйональ» — «Пеньяроль»

### Чилі
- «Коло-Коло» — «Універсідад де Чилі» (чилійське футбольне дербі[en])

## Океанія (ОФК)

### Нова Зеландія
- «Окленд Сіті» — «Вайтакере Юнайтед» (оклендське дербі[en])